# 井上麗三
井上 麗三（いのうえ れいぞう、1888年8月28日 - 1953年12月30日）は、日本の俳優、脚本家、映画監督、映画プロデューサーである。井上 麗吉（-れいきち）とも名乗った。新派、無声映画の俳優から監督へと転身、活動写真資料研究会、マキノ映画製作所での作品を残す。

## 来歴・人物
1888年（明治21年）8月28日、広島市大手町（現在の同市中区）に生まれる。同県立の旧制中学校を中退したのち、当時日本の植民地であった台湾に渡る。事業に失敗して帰国、東京で新派の俳優になる。
1921年（大正10年）、32歳のときに松竹キネマに入社、新派出身の岩田祐吉、関根達発とともにヘンリー・小谷監督、栗島すみ子主演の映画『虞美人草』に出演、続いて同監督の『電工と其妻』に主演の岩田、栗島、そして新派出身の岡本五郎とともに出演した。この2作は同年4月29日、5月6日にそれぞれ公開されている。
同年秋口には、井上とちょうど同時期に台湾で活動していたことが知られる高松豊次郎の「活動写真資料研究会」に参加し、同会の「吾嬬撮影所」で、山根幹人監督の3巻ものの映画『なまけ兵六』の原作を書き、兵六役で主演している。脚本を仕上げ助監督をつとめ、さらには孝行息子役で出演しているのはのちに東宝の副社長にまでなった森岩雄であった。次の主演作『力の勝利』では山根と共同で脚本を書き、共同で監督をして映画監督としてデビューした。子役で小川国松、脇でのちの映画監督稲垣浩の実父東明二郎が映画初出演をしている。「日本初の映画女優」こと花柳はるみを迎えた山根の脚本・監督作『収穫』では脇に転じた。この2作はいずれも浅草の映画館「大東京」で、同年11月14日、21日にそれぞれ公開されている。
吾嬬撮影所での仕事の流れか、その後「教育映画」の製作会社「振進キネマ」を設立、経営者、プロデューサーとなる。そのかたわら、1924年の初めに、京都・等持院の牧野省三のマキノ映画製作所等持院撮影所に招かれ、『幸福への道』の脚本を書き、監督している。同作の主演は、谷崎潤一郎の妻千代の妹で、1920年（大正9年）に谷崎が横浜の大正活映で女優としてデビューさせた葉山三千子、2年前にハリウッドから帰国して同年マキノ入りしたばかりの関操であった。同作は「京都中央キネマ」で同年3月19日に公開された。
「振進キネマ」では、1930年（昭和5年）に短篇アニメ映画『昭チャンの玩具箱』、1932年（昭和7年）に『地上に愛あり』、1937年（昭和12年）に国策短篇映画『血染めのスケッチ』、1942年（昭和17年）にトーキー映画『戦傷の春』を製作した記録が残っている。『血染めのスケッチ』はサイレントで製作されたサウンド版で、サウンドトラックに当時ヴェテランの活動弁士だった静田錦波の解説が入っており、プリントが現存、現在DVD化されている。『地上に愛あり』、『力の勝利』、『戦傷の春』は「井上麗吉」名義で監督、現在国立映画アーカイブにプリントが所蔵されている。
戦後は、東京日本橋で茶寮を経営していたが、脳溢血で半身不随になり、1952年に故郷の広島に帰った。1953年（昭和28年）12月30日死去。

## フィルモグラフィ
- 虞美人草　1921年　出演　監督ヘンリー・小谷、主演栗島すみ子、岩田祐吉　※松竹蒲田撮影所
- 電工と其妻　1921年　出演　監督ヘンリー・小谷、主演岩田祐吉、栗島すみ子　※松竹蒲田撮影所
- なまけ兵六　1921年　原作・主演　監督山根幹人　※活動写真資料研究会吾嬬撮影所
- 力の勝利　1921年　監督・脚本・主演　共同脚本・共同監督山根幹人　※活動写真資料研究会吾嬬撮影所
- 収穫　1921年　出演　監督・脚本山根幹人、主演花柳はるみ　※活動写真資料研究会吾嬬撮影所
- 幸福への道　1924年　監督・脚本　主演葉山三千子、関操　※マキノ映画製作所等持院撮影所
- 昭チャンの玩具箱　1930年　製作　※振進キネマ、アニメーション
- 地上に愛あり　1932年　製作・監督　※振進キネマ、プリント現存
- 血染めのスケッチ　1937年　製作　解説静田錦波　※振進キネマ
- 力の勝利　1941年　監督・脚本　※振進キネマ、プリント現存
- 戦傷の春　1942年　製作・監督　※振進キネマ、プリント現存

## 関連事項
- 活動写真資料研究会 （高松豊次郎）
- マキノ映画製作所 （牧野省三）
- 国策映画 - 映画法

## 註
1. 1 2  青地忠三「隨想 井上麗吉氏を憶う」『視聴覚教育』第13巻第4号、日本視聴覚教育協会、1954年5月1日、20–21頁。
2. 1 2  『日本映画監督全集』（キネマ旬報社、1976年）の「井上麗吉」の項（p.52-53）を参照。同項執筆は田中純一郎。
3. ↑  佐野明子の研究論文『1928-45年におけるアニメーションの言説調査および分析』の記述を参照。「平成16年度 アニメーション文化調査研究活動助成制度 研究成果発表」で閲覧が可能である。
4. 1 2  東京国立近代美術館フィルムセンターの「所蔵映画フィルム検索システム」を参照。
5. ↑  「国策映画ってどんなもん? 血染めのスケッチ」の詳細な記述を参照。